# Diringshofen (Adelsgeschlecht)

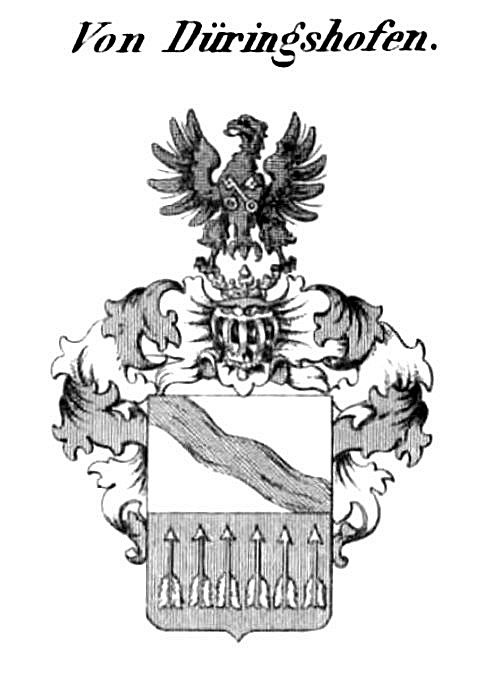
Familienwappen aus Tyroffs Wappenbuch der Preußischen Monarchie

Die Familie von Diringshofen (öfter auch Düringshofen) ist ein ursprünglich bürgerliches deutsches Adelsgeschlecht.

## Herkunft und Geschichte

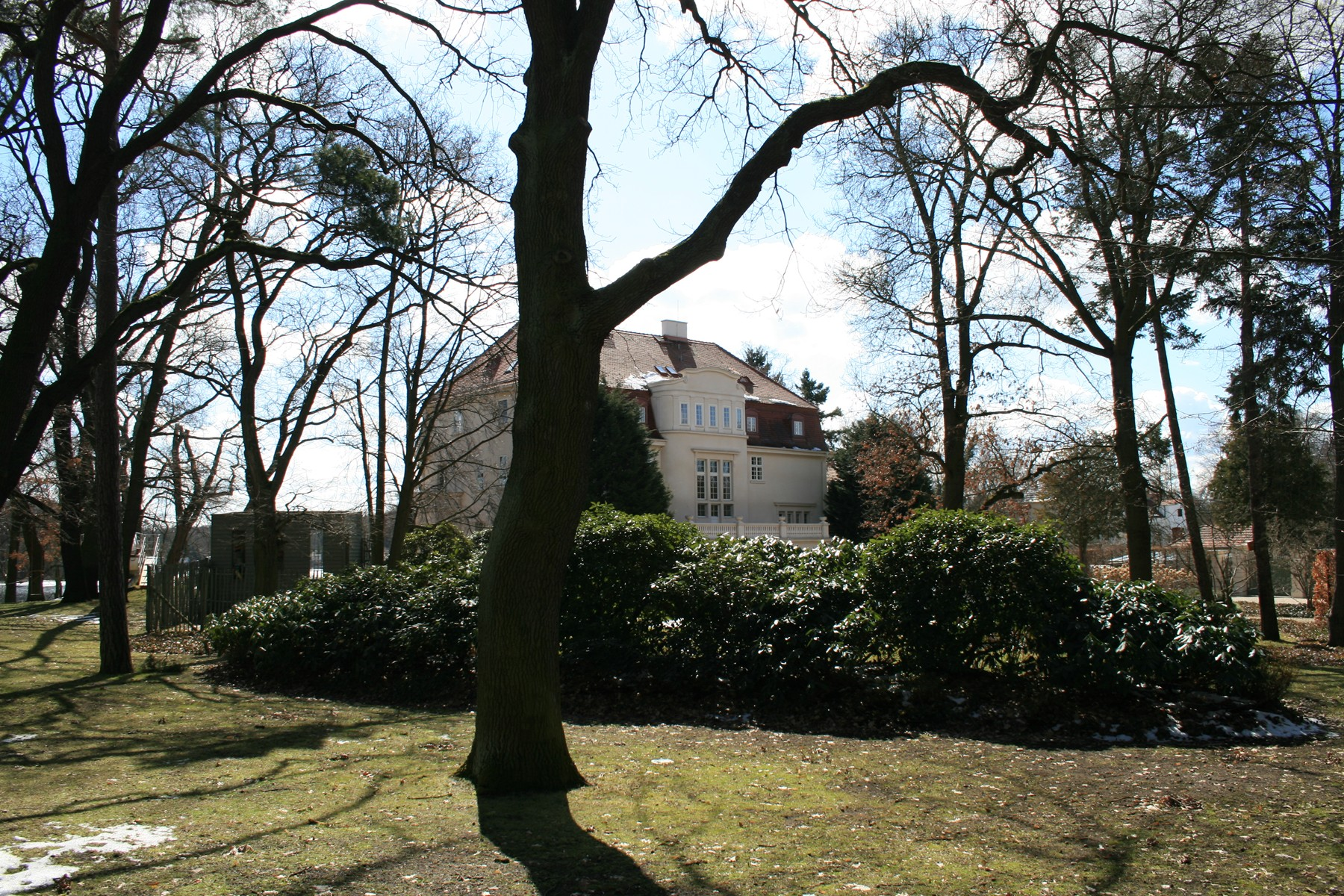
Villa von Diringshofen in Potsdam

Die Familie von Diringshofen führte ursprünglich den bürgerlichen Namen Diring. Am 15. Juli 1495 erhielt Caspar Diringh in Worms von Kaiser Maximilian I. einen Wappenbrief. Am 23. April 1649 wurde Caspar Diring, Bürger und Handelsmann in Posen, eine rittermäßige Adelsbestätigung mit dem Zusatz von Diringshofen, verbunden mit einer Wappenverbesserung, erteilt. Von seinen Söhnen stammen die beiden Linien Nieder-Landin und Sabow ab, von denen die erstere vielleicht noch in Brasilien, die letztere in Deutschland blühen.
Die Familie wurde in Preußen landsässig und besaß seit 1654 das Gut Sabow im Kreis Pyritz in Pommern und als Fideikommissherren das Gut Passow samt Vorwerk Friedensfolge in der Uckermark bis in das 20. Jahrhundert. Für Johann Friedrich von Diringshofen (1734–1810), dem Fideikommissherrn auf Niederlandin und Passow, befindet sich gegenüber dem Westportal der Dorfkirche Niederlandin ein Figurengrabstein. Ebenfalls einflussreich, sein jüngster Neffe, der Ritterschaftsrat der Uckermark und spätere Ritterschafts-Direktor Friedrich von Diringshofen (1785–1853) besaß das Passower Nebengut Pinnow. 
Darüber hinaus besaß die Familie später die in Potsdam, Ortsteil Neufahrland, gelegene Villa von Diringshofen, die sich der Generalleutnant Max von Diringshofen 1912 als Alterssitz erbaut hatte, aber 1927 von Prinz Friedrich Sigismund von Preußen erworben wurde.
Die jüngeren Söhne der Familie dienten vorzugsweise der preußischen Krone als Beamte und vor allem als Offiziere, wobei mehrere Geschlechtsangehörige Generalsränge erreichten. Bekanntester Vertreter der Familie war der preußische Generalmajor Bernhard Alexander von Düringshofen, Chef des zeitweise nach ihm benannten Infanterieregiments Nr. 24.
Die heutigen Familienangehörigen nennen sich entgegen der diplomgemäßen Namensform Diring von Diringshofen, vom damaligen Preußischen Heroldsamt unbeanstandet, nur noch von Diringshofen.

## Wappen
a) Wappen von 1495: Geteilt, oben in Silber ein grüner Schrägrechtsstrom, unten in Rot 6 aufgerichtete silberne Pfeile nebeneinander; auf dem Helm mit rot-silber Decken ein schwarzer Adler, die Brust mit 2 aufwärts-geschrägten silbernen Schlüsseln belegt.
b) Wappen von 1649: Geviertelt und belegt mit einem goldenen Herzschild, darin ein gekrönter schwarzer Adler, die Brust mit 2 aufwärts-geschrägten silbernen Schlüsseln belegt; 1 in Silber ein grüner Schrägstrom, 2 und 3 in Rot auf grünem Dreiberg ein einwärts-gekehrter goldgekrönter goldener Löwe mit einem aufgerichteten silbernen Pfeil in den Pranken, 4 in Rot 6 aufgerichtete silberne Pfeile nebeneinander, Helm wie 1495.
c) Wappen von Schmeling-Diringshofen siehe bei Schmeling (Adelsgeschlecht) (#Wappen)

## Bekannte Familienmitglieder
- Kaspar Wilhelm von Düringshofen († 1743), preußischer Oberst und Chef des Magdeburger Land-Regiments
- Bernhard Alexander von Düringshofen (1714–1776), preußischer Generalmajor
- Karl von Diringshofen (1817–1890), preußischer Generalleutnant
- Ernst von Diringshofen (1859–1911), preußischer Generalmajor[9]
- Max von Diringshofen (1855–1936), preußischer Generalleutnant
- Richard von Diringshofen (1858–1944), preußischer Generalmajor[10][11]
- Max Rudolf Wilhelm von Diringshofen (1876–1959), deutscher Generalleutnant[12][13]
- Heinz von Diringshofen (1900–1967), Professor für Luft- und Raumfahrtmedizin

## Weitere Literatur
- Alexander von Schmeling-Diringshofen: Die Geschichte von Niederlandin, in: Angermünder Heimatbücher, Band 2, Verlag Schimazek, Angermünde 1931. DNB 362615187
- Margarete von Diringshofen: Wie ich mein trotziges Kindlein überliste, 2. Auflage (Online-Ressource: Auszug), BoD, Norderstedt 2016. ISBN 978-3-7412-4656-2.